# Ambahikily
Ambahikily is een plaats en commune in het zuiden van Madagaskar, behorend tot het district Morombe, dat gelegen is in de regio Atsimo-Andrefana. Tijdens een volkstelling in 2001 telde de plaats 35.000 inwoners.
De plaats biedt naast lager onderwijs ook middelbaar onderwijs aan. 80% van de bevolking werkt als landbouwer, 13% houdt zich bezig met veeteelt en 5% verdient zijn brood als visser. Het belangrijkste landbouwproduct is rijst; andere belangrijke producten zijn limabonen en zwartogenbonen. Verder is 2% actief in de dienstensector.